# يوسف أحمد الحميد
يوسف أحمد الحميد؛ مواليد 1955 في الدوحة، قطر) فنان قطري، مستشار فني، جامع، كاتب ومعلم في مجال الفن. وهو شخصية بارزة في التنمية الثقافية في قطر، ويمثل بلده بانتظام في المناسبات الدولية. وقد عرض عمله الفني على الصعيد الدولي. 

## حياته المبكره والتعليم
ولد يوسف في ضاحية الجسرة في الدوحة عام 1955 لعائلة مكونة من 3 أخوات وشقيقين. وكانت والدته مريم الباكر، وكان والده أحمد الحميد يعمل كغواص قبل انضمامه إلى قطر للبترول. وعند ميلاد يوسف، تزوج والده من زوجة أخرى، أنجبت ثلاثة من أشقائه. 
في الوقت الذي أنهى فيه أحمد التعليم الابتدائي، بدأت وزارة التربية بتقديم المنح الدراسية للفنانين القطريين للدراسة خارج البلاد في أوروبا والشرق الأوسط. وحصل على درجة البكالوريوس في الفنون الجميلة والتعليم من جامعة حلوان في عام 1976. درس جاذبية سري خلال جزء من حياته. حصل على درجة الماجستير في الفنون الجميلة من كلية ميلز في كاليفورنيا في عام 1982. 

## مهنته كفنان
وصفت أعماله بأنها واقعية، لأنها توثق البيئة القطرية وتقاليد شعبها. وقد أصبح نشطا في خلق لوحات مجردة فريدة من نوعها للخط العربي، وهو يتطور من خلال تفسيره الشخصي للنص العربي. منذ عام 1974، وقد استخدم المنسوجات في أعماله الفنية. وهي في المقام الأول الأقمشة القديمة، ويشعر انه يعيد تقديم ما ارتدى أسلافه. 
معروف بشكل خاص بانتاج أعمال واسعة النطاق، وذلك باستخدام مجموعة واسعة من الألوان والمواد. والمناظر الطبيعية المختلفة، مثل الصحاري والمستنقعات والبرك، هي عادة المواضيع الرئيسية في لوحاته. ويذكر أن هذه الموضوعات تعكس الجسرة، الحي الذي نشأ فيه. 
كان يدرس تقدير الفنون في جامعة قطر لأكثر من عشرين عاما. كما نشر كتابا في عام 1986. ويطلق عليه اسم (الفنون الجميلة المعاصرة في قطر)، ويوثق الفنانين والمنظمات والمؤسسات الرائدة في ذلك الوقت. 

## الوظيفة في الحكومة القطرية
بعد تخرجه، تم تعيينه أولا كمدير لإدارة الثقافة والفنون في وزارة الإعلام.
بينما كان يدرس في جامعة قطر، التقى أحمد الشيخ حسن بن محمد بن علي آل ثاني. عمل معه لجمع أعمال هامة من الفن العربي من قطر وخارجها. وأدى ذلك إلى إنشاء المتحف الاستشراقي والمتحف العربي للفن الحديث. 

## جوائز
- مهرجان بغداد الدولي للفنون

1986
- بينالي أنقرة

 1986
- معارض دول مجلس التعاون الخليجي للفنانين

 1989, 1991, 1996, 1999
- معرض السياح الأول (الدوحة)

1993
- بينالي القاهرة

1996, 1998
- الخرافي الأول بينالي الدولي للفن العربي المعاصر

 2006

## روابط خارجيه
- About Yousef Ahmad
- Yousef Ahmad on artnet